# جائزة ألمانيا الكبرى 1982
جائزة ألمانيا الكبرى 1982 هو سباق فورمولا 1 أقيم بتاريخ 8 أغسطس 1982 في حلبة هوكنهايم، ألمانيا الغربية. كان الثاني عشر من أصل 16 في بطولة العالم لسباقات الفورمولا واحد موسم 1982. حلّ الفرنسي باتريك تامباي أولا بينما جاء الفرنسي رينيه أرنو في المركز الثاني وحصل على المركز الثالث الفنلندي كيكي روزبرغ.